# Искьердо, Карлос
Карлос Артуро Искьердо Мендес (исп. Carlos Arturo Izquierdo Méndez; род. 2 октября 1997, Буга, Валье-дель-Каука) — колумбийский борец вольного стиля, призёр панамериканского чемпионата и Панамериканских игр, участник двух Олимпийских игр.

## Карьера
В августе 2016 года на Олимпиаде в Рио-де-Жанейро в схватке на 1/8 финала уступил азербайджанцу Джабраилу Гасанов и занял итоговое 18 место. В сентябре 2019 года на чемпионате мира в Нур-Султане в схватке за бронзовую медаль уступил швейцарцу Стефану Рейхмуту, в итоге занял 5 место и получил лицензию на Олимпийские игры в Токио. На Олимпиаде уступил в первом же поединке на стадии 1/8 финала сан-маринцу Майлзу Амину, и выбыл из турнира, заняв 12 место.

## Достижения
- Панамериканский чемпионат по борьбе 2016 — ;
- Олимпийские игры 2016 — 18;
- Панамериканские игры 2019 — ;
- Чемпионат мира по борьбе 2019 — 5
- Олимпийские игры 2020 — 12;
- Панамериканский чемпионат по борьбе 2022 — ;
- Панамериканский чемпионат по борьбе 2023 — ;
- Панамериканский чемпионат по борьбе 2024 — ;